# Mietvilla Borsbergstraße 14

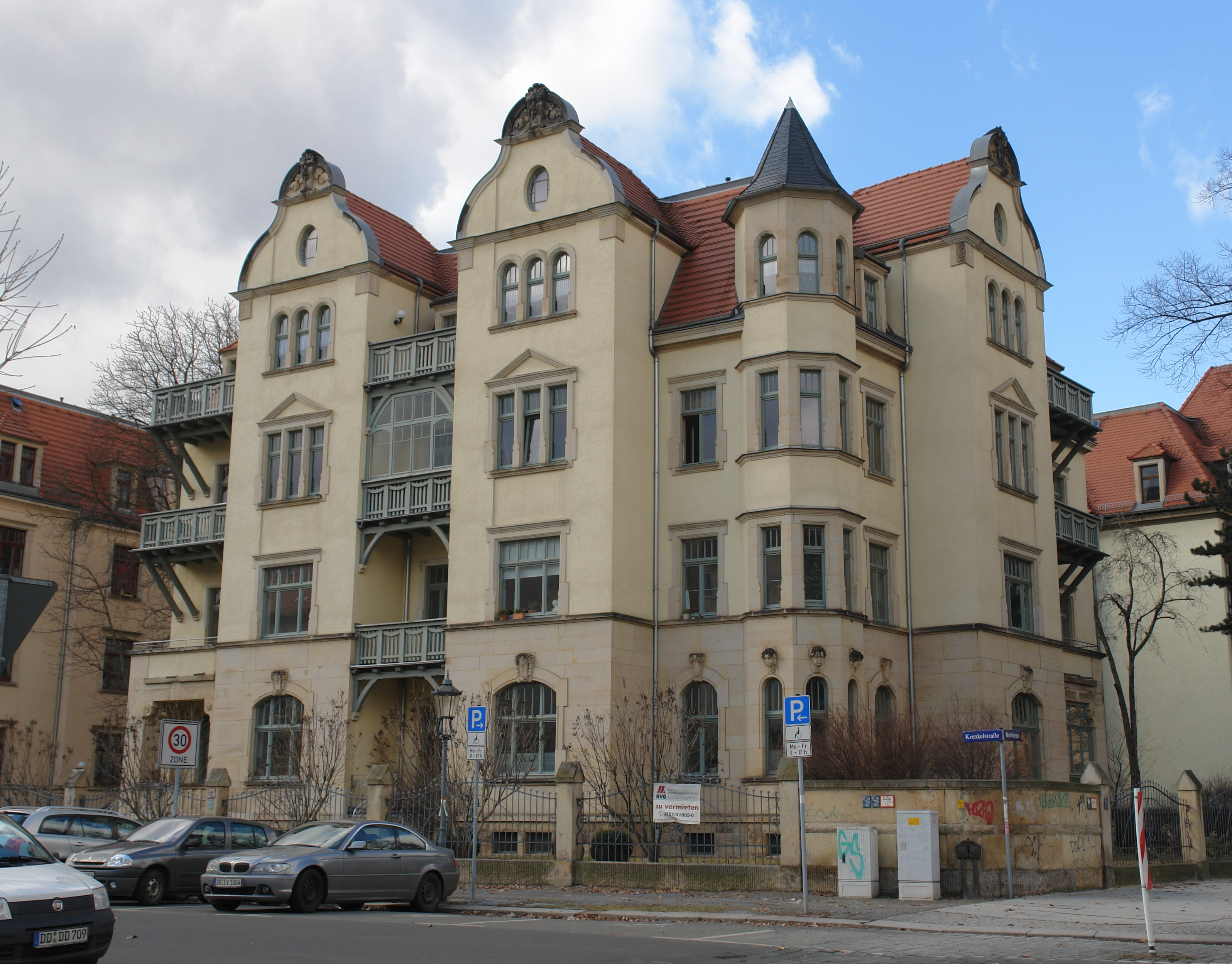
Mietvilla Borsbergstraße 14

Gedenktafel für Willy Katz vor der Mietvilla Borsbergstraße 14

Die Mietvilla Borsbergstraße 14 ist ein denkmalgeschütztes Eckgebäude an der Borsbergstraße, Ecke Krenkelstraße gegenüber der Herz-Jesu-Kirche im Dresdner Stadtteil Striesen.
Im Gebäude hatte der jüdische Arzt Willy Katz seine Praxis, der während der Zeit des Nationalsozialismus der einzige Arzt in Dresden war, der als von der NS-Gesetzgebung so bezeichneter „Krankenbehandler“ die jüdischen Einwohner Dresdens behandeln durfte. Die Inneneinrichtung der Praxis wurde 1990 dem Washingtoner Holocaustmuseum übergeben.
Das Gebäude überstand die Luftangriffe auf Dresden unbeschädigt. In der Nachkriegszeit wurde das Haus zur ersten Poliklinik Dresdens, wobei Katz leitender Arzt wurde. In den 1970er-Jahren arbeiteten in dem Haus Musterungsärzte der NVA. In dem heute restaurierten Haus befinden sich Praxen von Rechtsanwälten und Ärzten.

## Weblink
- Bilder vom Haus Borsbergstr. 14 aus dem Jahre 1910 und heute

Koordinaten: 51° 2′ 42,7″ N, 13° 46′ 30,1″ O